# Ole Tobiasen
Ole Tobiasen est un footballeur danois né le 8 juillet 1975 à Copenhague.

## Biographie

### En sélection
- 6 sélections et 1 but avec l'équipe du Danemark entre 1997 et 1998.

## Carrière
- 1993-1995 : FC Copenhague  Danemark
- 1995-1997 : SC Heerenveen  Pays-Bas
- 1997-2002 : Ajax Amsterdam  Pays-Bas
- 2002-2003 : AZ Alkmaar  Pays-Bas
- 2003-2006 : FC Copenhague  Danemark
- 2005 : → AaB Ålborg  Danemark
- 2006 : Sandefjord Fotball  Norvège
- 2007-2010 : MVV Maastricht  Pays-Bas
- 2010-2011 : EHC Hoensbroek  Pays-Bas